# تپه توشمالان (ک - ۶۴)
تپه توشمالان (ک - ۶۴) مربوط به دوران پیش از تاریخ ایران باستان تا دوران‌های تاریخی پس از اسلام است و در شهرستان کنگاور، روستای توشمالان واقع شده و این اثر در تاریخ ۲۴ فروردین ۱۳۸۲ با شمارهٔ ثبت ۸۱۱۲ به‌عنوان یکی از آثار ملی ایران به ثبت رسیده است.